# La Gohannière
La Gohannière est une ancienne commune française du département de la Manche et la région Normandie.
Le 1er janvier 2019, la commune est supprimée et fusionnée avec Tirepied pour former la commune nouvelle de Tirepied-sur-Sée et aucune commune déléguée n'est créée.

## Géographie
La commune est au cœur de l'Avranchin. Son bourg est à 7,5 km à l'ouest de Brécey et à 9 km à l'est d'Avranches.
Le point culminant (137 m) se situe en limite sud-est, près du lieu-dit les Forges. Le point le plus bas (12 m) correspond à la sortie de la Sée du territoire, au nord-ouest. La commune est bocagère.
| Tirepied                 | Tirepied      | Vernix           |
| Saint-Brice              | La Gohannière | Le Petit-Celland |
| Saint-Brice, La Godefroy | La Godefroy   | Saint-Ovin       |

## Toponymie
Le nom de la localité est attesté sous la forme Gohonnerya en 1369-1370, Gohoneria en 1371 et 1372, Gohonneria en 1412.
Pour Albert Dauzat et Charles Rostaing le toponyme serait issu d'un anthroponyme germanique tel que Gawo ou Gogo(n) pour Ernest Nègre. Le suffixe toponymique médiéval -ière évoque la propriété d'une famille ou d'un individu et diffère du suffixe -erie qui indique la présence, l'occupation. Toutes les premières attestations montrent, sans ambiguïté, qu'il s'agit d'un dérivé toponymique formé sur le nom de personne Gohon, soit « le domaine / la propriété / la terre de Gohon ». L'anthroponyme Gohon est la forme évoluée d'un nom de personne d'origine germanique attesté à l'époque médiévale sous la forme Godo.
Le gentilé est Gohains.

## Histoire
En 1435, Louis d'Estouteville, défenseur du Mont-Saint-Michel, était seigneur d'Apilly, et patron de La Gohannière.
Au cours de la Révolution française, l'abbé Gesnouin, curé de La Gohanière, refusa de prêter serment et s'exile à Jersey. L'abbé Chemin, son vicaire part pour l'Angleterre. L'abbé Michel Clair qui prêtera serment restera peu de temps.

## Politique et administration
| Période                                                                                       | Période       | Identité             | Étiquette | Qualité                              |
| --------------------------------------------------------------------------------------------- | ------------- | -------------------- | --------- | ------------------------------------ |
| …1792                                                                                         | 1798          | Gilles Alexis Bagot  |           |                                      |
| 1798                                                                                          | 1799          | Gabriel Erard        |           |                                      |
| …1800                                                                                         |               | Jean Erard           |           |                                      |
| …1802                                                                                         | 1803          | Julien Chesnel       |           |                                      |
| 1803                                                                                          | 1808          | François Millet      |           |                                      |
| 1808                                                                                          | 1831          | Jean François Moulin |           |                                      |
| 1831                                                                                          | 1840          | Gabriel Erard        |           |                                      |
| 1840                                                                                          | 1865          | Louis Lamy           |           |                                      |
| 1866                                                                                          | 1871          | Victor Hubert        |           |                                      |
| 1872                                                                                          | 1884          | Louis Lamy           |           |                                      |
| 1884                                                                                          | 1890          | François Doublet     |           |                                      |
| 1890                                                                                          | 1900          | Louis Hubert         |           |                                      |
| 1900                                                                                          | 1912          | Louis Thébault       |           |                                      |
| 1912                                                                                          | 1929          | Théodore Greslé      |           |                                      |
| 1929                                                                                          | 1941          | François Loison      |           |                                      |
| 1941                                                                                          | 1945          | Ernest Leblay        |           |                                      |
| 1945                                                                                          | 1958          | Albert Grelé         |           |                                      |
| 1958                                                                                          | 1971          | François Thébault    |           |                                      |
| 1971                                                                                          | 1983          | Georges Loison       |           |                                      |
| 1983                                                                                          | 1995          | Paul Marguerite      |           |                                      |
| 1995                                                                                          | 2001          | Jean Leblay          |           |                                      |
| mars 2001                                                                                     | mars 2014     | Arnaud Malbos        | SE        | Technicien supérieur de l'Équipement |
| mars 2014                                                                                     | décembre 2018 | Bertrand Orvain      | SE        | Agriculteur                          |
| Une partie des données est issue d'une liste établie par Jean Pouëssel et Marie-Hélène Dodier |               |                      |           |                                      |

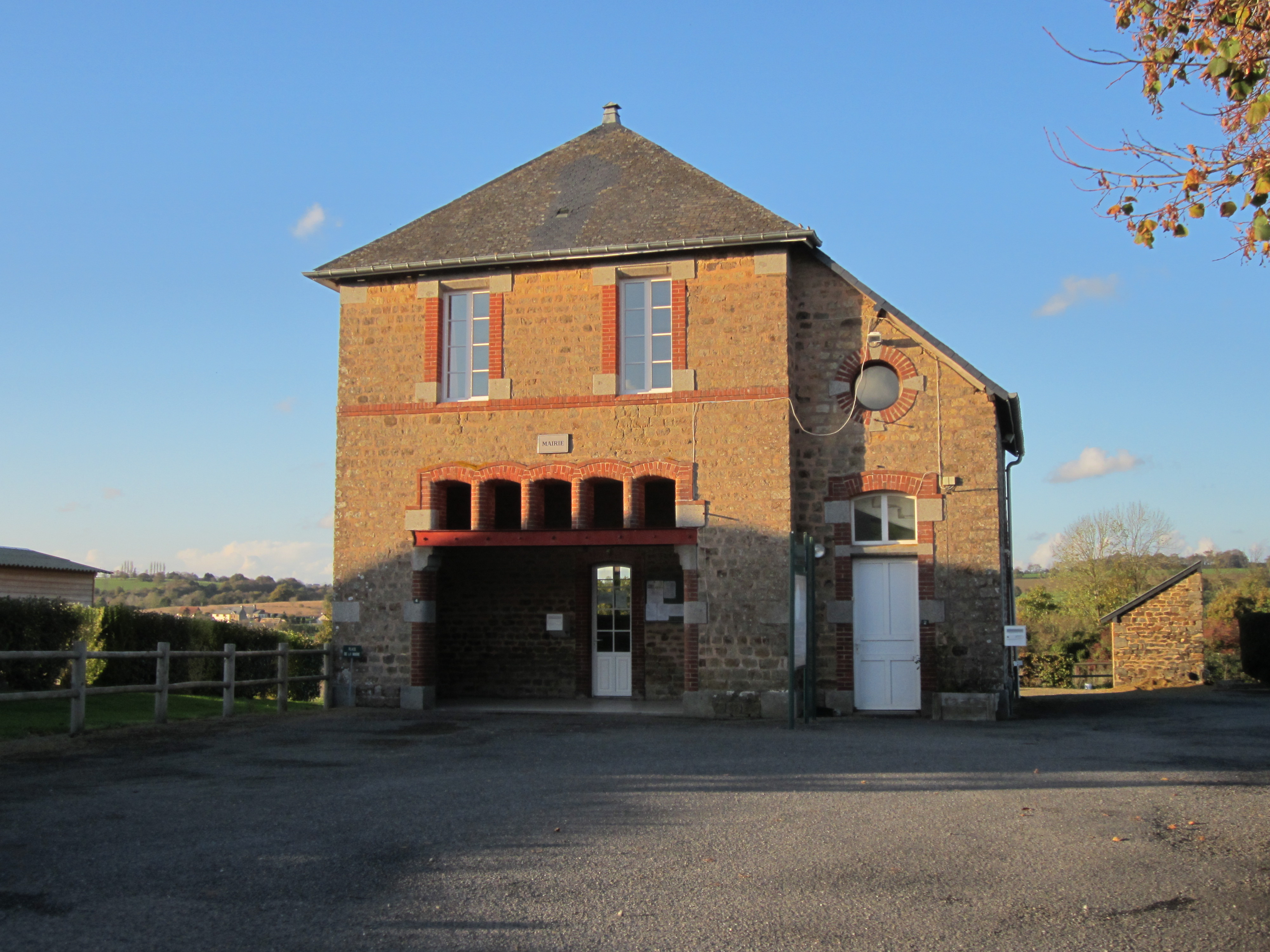
La mairie.

Le conseil municipal était composé de onze membres dont le maire et un adjoint.

## Démographie
L'évolution du nombre d'habitants est connue à travers les recensements de la population effectués dans la commune depuis 1793. Pour les communes de moins de 10 000 habitants, une enquête de recensement portant sur toute la population est réalisée tous les cinq ans, les populations de référence des années intermédiaires étant quant à elles estimées par interpolation ou extrapolation. Pour la commune, le premier recensement exhaustif entrant dans le cadre du nouveau dispositif a été réalisé en 2004.
En 2016, la commune comptait 118 habitants, en évolution de −7,09 % par rapport à 2010 (Manche : −0,31 %, France hors Mayotte : +2,11 %).
Au premier recensement républicain, en 1793, La Gohannière comptait 301 habitants, population jamais atteinte depuis.
| 1793 | 1800 | 1806 | 1821 | 1831 | 1836 | 1841 | 1846 | 1851 |
| ---- | ---- | ---- | ---- | ---- | ---- | ---- | ---- | ---- |
| 301  | 236  | 287  | 267  | 297  | 270  | 257  | 270  | 227  |

| 1856 | 1861 | 1866 | 1872 | 1876 | 1881 | 1886 | 1891 | 1896 |
| ---- | ---- | ---- | ---- | ---- | ---- | ---- | ---- | ---- |
| 231  | 240  | 217  | 185  | 184  | 203  | 210  | 225  | 205  |

| 1901 | 1906 | 1911 | 1921 | 1926 | 1931 | 1936 | 1946 | 1954 |
| ---- | ---- | ---- | ---- | ---- | ---- | ---- | ---- | ---- |
| 185  | 183  | 168  | 151  | 131  | 131  | 139  | 118  | 116  |

| 1962 | 1968 | 1975 | 1982 | 1990 | 1999 | 2004 | 2006 | 2009 |
| ---- | ---- | ---- | ---- | ---- | ---- | ---- | ---- | ---- |
| 111  | 109  | 100  | 101  | 82   | 86   | 97   | 107  | 125  |

| 2014 | 2016 | - | - | - | - | - | - | - |
| ---- | ---- | - | - | - | - | - | - | - |
| 118  | 118  | - | - | - | - | - | - | - |

## Lieux et monuments

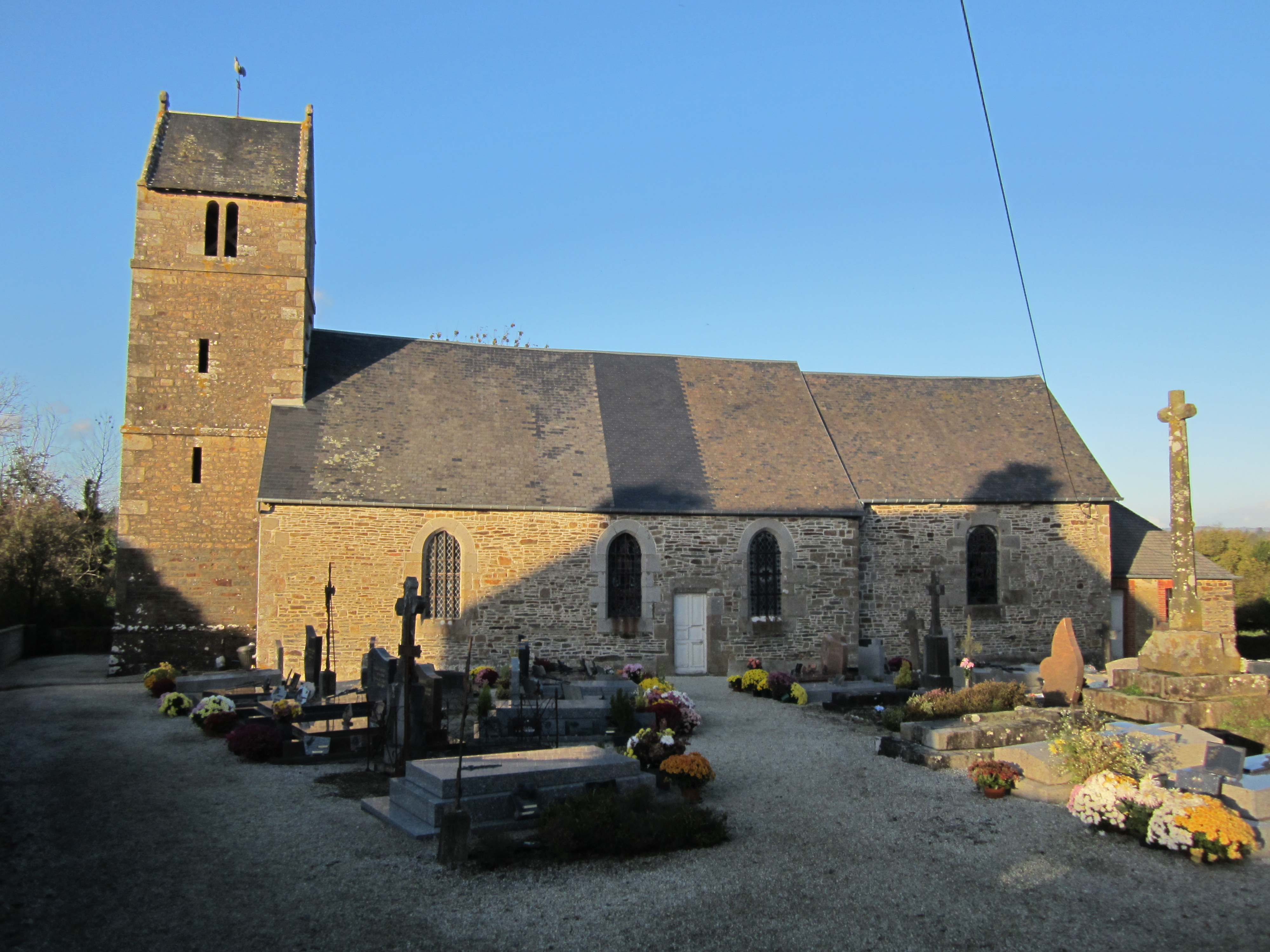
L'église Saint-Martin.

- Église Saint-Martin du XVIIIe siècle (1724). Elle abrite trois statues classées en 1975 au titre objets aux monuments historiques : Vierge à l'Enfant (XVe), saint Martin (XVe) et saint évêque (XVe)[17], ainsi qu'un autel (XVIIIe), des fonts baptismaux d'époque romane (XIIe), une clôture de chœur (XVIIe), les statues de saint Évroult (XVe) et statue (XVIIe).
- Croix de cimetière (XVIIe siècle).
- Croix de chemin (1832) à la Trémellière.
- Oratoire de la Vierge.